# Xavier Lesage
François Xavier Edmund Marie Lesage (* 25. Oktober 1885 in Moret-sur-Loing; † 3. August 1968 in Gisors) war ein französischer Sportreiter.
Lesage, der in der französischen Armee diente und dort reiten gelernt hatte, bekleidete den Rang eines Kommandanten. Als Freiwilliger gehörte Lesage ab 1904 den 29. Dragonern an. Von 1923 an diente er an der Kavallerieschule Saumur und stand der Cadre Noir als Écuyers en chef von 1935 bis 1941 vor.
Er nahm seit Beginn der 1920er Jahre an Reitwettkämpfen teil und vertrat die Republik Frankreich erstmals bei den Olympischen Spielen 1924 in Paris. Hier gewann Lesage im Dressurreiten die Bronzemedaille. 1928 war Lesage mit Amalgale Reservereiter der französischen Dressurequipe der Olympischen Spiele.
Im Jahr 1932 bei den Spielen in Los Angeles trat er sowohl in der Mannschaft im Kampf um den Preis der Nationen als auch im Einzelwettkampf in der Disziplin Dressurreiten an. Seine beiden Mannschaftskameraden 1932 waren André Jousseaume und Charles Marion. Xavier Lesage gelang ein Doppeltriumph: er wurde auf dem Pferd Taine sowohl im Einzel als auch mit der Mannschaft Olympiasieger.
Den Grand Prix de Dressage gewann Lesage 1928 und 1932 in Paris, im Grand Prix de Dressage von Wien wurde er mit Fou-du-Prince 1934 Zweiter. Im Jahr 1931 war Xavier Lesage mit Taine im FEI-Championat in Vichy siegreich und wurde Zweiter in Pardubitz.